# Highfield Princess
Highfield Princess (2017-2024) est un cheval de course qui participe aux courses hippiques de plat. Spécialiste des courtes distances, elle est élue sprinter de l'année en Europe en 2022.

## Carrière de courses
Acquise dans le ventre de sa mère pour 18 000 guinées guinées, née et élevée en France, au Haras du Camp-Bénard, par Trainers House Enterprises, Highfield Princess est proposée aux ventes de yearlings de Tattersalls en décembre, où elle ne déchaîne pas les passions, au point d'être rachetée par ses propriétaires pour 29 000 guinées. Confiée à l'entraîneur John Quinn, installé dans le North Yorkshire, la pouliche commence sa carrière sur le tard, au mois de juin de ses 3 ans, sur le petit hippodrome de Red Car, par une anonyme huitième place dans un maiden de seconde zone. Il lui faudra quatre courses avant de passer le poteau en tête dans un petit handicap disputé à Ayr, en Écosse. Bref, Highfield n'est pas un foudre de guerre, et passe sa première saison à grenouiller dans les handicaps de fin de réunion, courant souvent, parfois à quelques jours d'intervalle. Comment imaginer qu'elle finira sa carrière, trois ans plus tard, avec quatre groupe 1 au compteur et plus de 2 millions d'euros de gains dans la musette ? Cette année-là, donc, Highfield Princess est une pouliche perdue dans la foule des sans-grade qui peuplent les hippodromes champêtres d'Angleterre. Cela dit, elle gagne sa croûte : elle remporte quatre handicaps, et grimpe les échelons, en partant du bas de l'échelle : classe 6, 5, 4. Son entourage, constatant sa bonne forme et ses progrès, lui font traverser la Manche fin décembre dans l'espoir de lui donner du black-type in extremis – après tout, la pouliche dispose d'un pedigree qui lui garantit une place au haras. Raté : elle n'existe pas dans une Listed disputée à Deauville.
Maintenue à l'entraînement, Higfield Princess reprend le chemin des handicaps, de plus en plus gros : classe 4, 3, 2. Elle s'y montre toujours régulière et, cette fois, est bien obligé d'aller voir à l'étage du dessus. Gagné : elle s'impose dans une Listed à Chelmsford, qui certes n'est pas l'hippodrome le plus prestigieux du Royaume-Uni, mais enfin qui lui donne le black-type tant espéré. Cette victoire lui ouvre la porte des groupes, et la jument assure, même quand l'opposition se densifie : troisième des Oak Tree Stakes (Gr.3), deuxième de l'excellent Space Blues, un vrai cheval de groupe 1, dans les City of York Stakes (Gr.2). En fin d'année, elle tente même sa chance au niveau suprême, dans les British Champions Sprint Stakes, mais elle y montre ses limites, terminant sixième.
En 2022, Highfield Princess reprend son ascension quelques échelons plus bas, dans des bonnes courses à conditions. Elle tarde à retrouver le chemin du succès : c'est comme s'il lui fallait toujours trois ou quatre sorties pour se mettre en route. En mai, la revoilà dans les City of York Stakes, et elle domine deux robustes gaillards rompus aux joutes des sprints longs, Spycatcher et Minzaal. Highfield Princess a définitivement changé de dimension. Mieux, elle est dans la forme de sa vie, puisqu'elle s'apprête à réaliser un exploit hors du commun. Après un échec lors du meeting royal d'Ascot dans les Platinum Jubilee Stakes, elle trouve la consécration à Deauville, dans le Prix Maurice de Gheest. Bis repetita douze jours plus tard sur les 1 000 mètres des Nunthorpe Stakes. Ter repetita trois semaines plus tard en Irlande dans les Flying Five Stakes. Trois groupe 1 dans trois pays en 36 jours ! On ne l'arrête plus, et ses victoires sont de plus en plus nettes. En Irlande, elle laisse ses adversaires à trois grandes longueurs. L'état de grâce s'achève en Amérique, où elle ne peut faire mieux que quatrième du Breeders' Cup Turf Sprint. Son été exceptionnel lui vaut le titre de sprinter de l'année en Europe. 
Highfield Princess reprend le chemin des hippodromes en 2023 et montre qu'elle est toujours dans le coup, à 6 ans, prenant des accessits dans les Duke of York Stakes, les King's Stand Stakes et les Queen Elizabeth II Jubilee Stakes. Sa régularité est récompensée par une victoire dans les King George Stakes, au mois d'août. La stakhanoviste du sprint poursuit sa route : deuxième des Nunthorpe Stakes, elle semble toutefois marquer le pas dans les Flying Five Stakes, cinquième. Mais elle n'a pas dit son dernier mot et, dans le Prix de l'Abbaye de Longchamp, le plus rude des sprints français, elle parade une longueur devant une charge de cavalerie, 17 dragsters. En fin de saison, nouveau grand voyage, vers Hong Kong pour le Hong Kong Sprint, mais elle échoue nettement pour sa dernière course de la saison. 
Highfield Princess aurait dû poursuivre sa fabuleuse carrière en 2024, malgré 39 sorties au compteur. Mais son épopée s'achève tragiquement. Alors qu'elle préparait sa rentrée, elle se blesse gravement à l'écurie, une fracture, et son entourage annonce la fin de sa carrière. Présumée sauvée, la championne à la trajectoire si particulière ne connaîtra pourtant jamais sa seconde vie de poulinière : elle meurt dix jours plus tard, les vétérinaires ne parvenant pas à résorber sa blessure.  

### Résumé de carrière
| Date         | Hippodrome    | Pays        | Course                            | Statut      | Distance    | Jockey       | Place       | Écart       | Vainqueur ou deuxième |
| 2020, 3 ans  | 2020, 3 ans   | 2020, 3 ans | 2020, 3 ans                       | 2020, 3 ans | 2020, 3 ans | 2020, 3 ans  | 2020, 3 ans | 2020, 3 ans | 2020, 3 ans           |
| ------------ | ------------- | ----------- | --------------------------------- | ----------- | ----------- | ------------ | ----------- | ----------- | --------------------- |
| 18 juin      | Redcar        | Royaume-Uni | Maiden                            |             | 1 400 m     | Jason Hart   | 8e / 13     | 9 ¾         | Confide               |
| 6 juillet    | Thistledown   | Royaume-Uni | Novice                            | Classe 5    | 1 600 m     | Jason Hart   | 6e / 12     | 8 ½         | Montather             |
| 27 juillet   | Redcar        | Royaume-Uni | Handicap                          | Classe 5    | 1 400 m     | Jason Hart   | 4e / 13     | 10          | Dreamloper            |
| 15 août      | Doncaster     | Royaume-Uni | Handicap                          | Classe 6    | 1 400 m     | Jason Hart   | 3e / 15     | 1 ¾         | Harbour Vision        |
| 29 septembre | Ayr           | Royaume-Uni | Handicap                          | Classe 6    | 1 400 m     | Jason Hart   | 1er / 12    | 1 ¼         | Athmad                |
| 10 octobre   | Chelmsford    | Royaume-Uni | Handicap                          | Classe 6    | 1 400 m     | Jason Hart   | 1er / 10    | 2 ¾         | Exact Response        |
| 16 octobre   | Redcar        | Royaume-Uni | Handicap                          | Classe 6    | 1 400 m     | Jason Hart   | 2e / 13     | 1/2         | Midnite Bride         |
| 22 octobre   | Chelmsford    | Royaume-Uni | Handicap                          | Classe 5    | 1 400 m     | Jason Hart   | 1er / 10    | 3/4         | Araifjan              |
| 5 novembre   | Chelmsford    | Royaume-Uni | Handicap                          | Classe 4    | 1 400 m     | D.Costello   | 2e / 10     | 3/4         | Ejtilaab              |
| 3 décembre   | Chelmsford    | Royaume-Uni | Handicap                          | Classe 4    | 1 400 m     | Jason Hart   | 1er / 10    | encolure    | Frozen Ocean          |
| 19 décembre  | Deauville     | France      | Prix Miss Satamixa                | Listed      | 1 500 m     | Hugo Besnier | 11e / 16    | 4 ¼         | Alpine Rose           |
| 2021, 4 ans  |               |             |                                   |             |             |              |             |             |                       |
| 14 mai       | York          | Royaume-Uni | Handicap                          | Classe 4    | 1 400 m     | Ryan Moore   | 3e / 18     | 4           | Boardman              |
| 28 mai       | Haydock       | Royaume-Uni | Handicap                          | Classe 4    | 1 300 m     | J. Sullivan  | 1er / 5     | 5           | Al Saanyah            |
| 31 mai       | Chelmsford    | Royaume-Uni | Handicap                          | Classe 3    | 1 400 m     | J. Sullivan  | 2e / 11     | tête        | Karibana              |
| 17 juin      | Ascot         | Royaume-Uni | Handicap                          | Classe 2    | 1 400 m     | Jason Hart   | 1er / 28    | 1 ¼         | Danyah                |
| 4 juillet    | Chelmsford    | Royaume-Uni | Queen Charlotte Fillies' Stakes   | Listed      | 1 400 m     | Jason Hart   | 1er / 8     | encolure    | Double or Bubble      |
| 28 juillet   | Goodwood      | Royaume-Uni | Oak Tree Stakes                   | Gr. 3       | 1 400 m     | Jason Hart   | 3e / 12     | 3/4         | Last Empire           |
| 21 août      | York          | Royaume-Uni | City of York Stakes               | Gr. 2       | 1 400 m     | D. Allan     | 2e / 9      | 1 ½         | Space Blues           |
| 8 septembre  | Doncaster     | Royaume-Uni | Sceptre Stakes                    | Gr. 3       | 1 400 m     | Jason Hart   | 4e / 12     | 2           | Just Beautiful        |
| 2 octobre    | Ascot         | Royaume-Uni | October Stakes                    | Listed      | 1 400 m     | Jason Hart   | 3e / 14     | 1 ½         | With Thanks           |
| 16 octobre   | Ascot         | Royaume-Uni | British Champions Sprint Stakes   | Gr. 1       | 1 200 m     | Jason Hart   | 6e / 20     | 3 ¼         | Creative Force        |
| 2022, 5 ans  |               |             |                                   |             |             |              |             |             |                       |
| 17 février   | Chelmsford    | Royaume-Uni | Conditions                        | Classe 2    | 1 400 m     | Jason Hart   | 3e / 6      | 3/4         | Fauvette              |
| 12 mars      | Wolverhampton | Royaume-Uni | Lady Wulfruna Stakes              | Listed      | 1 200 m     | Jason Hart   | 5e / 10     | 2 ¼         | Tinker Toy            |
| 19 mars      | Wolverhampton | Royaume-Uni | Conditions                        | Classe 3    | 1 000 m     | J. Sullivan  | 2e / 6      | 1/2         | Tone the Barone       |
| 15 avril     | Newcastle     | Royaume-Uni | Conditions                        | Classe 2    | 1 400 m     | Jason Hart   | 1er / 6     | 1/2         | International Angel   |
| 11 mai       | York          | Royaume-Uni | Duke of York Stakes               | Gr. 2       | 1 200 m     | Jason Hart   | 1er / 9     | 2 ¾         | Spycatcher            |
| 18 juin      | Ascot         | Royaume-Uni | Platinum Jubilee Stakes           | Gr. 1       | 1 200 m     | Jason Hart   | 6e / 24     | 1 ½         | Naval Crown           |
| 7 août       | Deauville     | France      | Prix Maurice de Gheest            | Gr. 1       | 1 300 m     | Jason Hart   | 1er / 11    | 3/4         | Minzaal               |
| 19 août      | York          | Royaume-Uni | Nunthorpe Stakes                  | Gr. 1       | 1 000 m     | Jason Hart   | 1er / 13    | 2 ½         | The Platinum Queen    |
| 11 septembre | Curragh       | Irlande     | Flying Five Stakes                | Gr. 1       | 1 000 m     | Jason Hart   | 1er / 19    | 3 ¼         | Eros And Psyche       |
| 5 novembre   | Keeneland     | États-Unis  | Breeders' Cup Turf Sprint         | Gr. 1       | 1 100 m     | Jason Hart   | 4e / 14     | 1 ¾         | Caravel               |
| 2023, 6 ans  |               |             |                                   |             |             |              |             |             |                       |
| 17 mai       | York          | Royaume-Uni | Duke of York Stakes               | Gr. 2       | 1 200 m     | Jason Hart   | 2e / 10     | 1/2         | Azure Blue            |
| 20 juin      | Ascot         | Royaume-Uni | King's Stand Stakes               | Gr. 1       | 1 000 m     | Jason Hart   | 2e / 17     | 1           | Bradsell              |
| 24 juin      | Ascot         | Royaume-Uni | Queen Elizabeth II Jubilee Stakes | Gr. 1       | 1 200 m     | Jason Hart   | 3e / 16     | 1 ½         | Khaadem               |
| 4 août       | Goodwood      | Royaume-Uni | King George Stakes                | Gr. 2       | 1 000 m     | Jason Hart   | 1er / 11    | 3           | White Lavender        |
| 25 août      | York          | Royaume-Uni | Nunthorpe Stakes                  | Gr. 1       | 1 000 m     | Jason Hart   | 2e / 16     | 1           | Live In The Dream     |
| 10 septembre | Curragh       | Irlande     | Flying Five Stakes                | Gr. 1       | 1 000 m     | Jason Hart   | 5e / 10     | 5 ½         | Moss Tucker           |
| 1er octobre  | Longchamp     | France      | Prix de l'Abbaye de Longchamp     | Gr. 1       | 1 000 m     | Jason Hart   | 1er / 18    | 1           | Perdika               |
| 10 décembre  | Sha Tin       | Hong Kong   | Hong Kong Sprint                  | Gr. 1       | 1 200 m     | Jason Hart   | 6e / 10     | 4           | Lucky Sweynesse       |

## Origines
Si la carrière de Highfield Princess, commencée dans le bas-étage des petites courses anglaises, l'apparente à une Cendrillon, son pedigree, lui, n'est pas celui d'une roturière. Elle est issue de la première génération de l'excellent miler Night of Thunder, vainqueur des 2 000 Guinées et des Lockinge Stakes, qui faisait la monte chez Godolphin à 30 000 € lorsqu'elle a été conçue. Depuis, la cote de Night of Thunder est devenu l'un des meilleurs étalons européens, sa cote a grimpé en flèche et son tarif a décuplé : 150 000 € en 2025. Il est également le père de Desert Flower (Fillies' Mile, 1000 Guineas), Thundering Nights (Pretty Polly Stakes) et Economics (Irish Champion Stakes). 
Pure Illusion, la mère, a remporté son maiden mais a échoué au niveau supérieur. Au haras, elle a donné trois vainqueurs avant que Godolphin décide de s'en séparer et la laisse partir en décembre 2016, pleine de Night of Thunder (dont la saillie n'avait rien coûté), pour un prix modique, 18 000 guinées. Elle aurait fait afficher un tout autre prix un an plus tard (ou plutôt, elle n'aurait pas été vendue), puisque son fils Cardshap (par l'Australien Lonhro) s'affichait comme l'un des plus solides 2 ans d'Angleterre, vainqueur des July Stakes (Gr.2), troisième des Middle Park Stakes, et de trois groupe 2 (Norfolk Stakes, Richmond Stakes et Gimcrack Stakes). Fille du grand Danehill et d'une lauréate des Princess Margaret Stakes (Gr.3) à la carrière éphémère (deux courses, deux victoires), Pure Illusion provient d'une famille américaine importée en Angleterre dans les années 80. 

### Pedigree
| Origines de Highfield Princess (FR), jument baie née en 2017 | Origines de Highfield Princess (FR), jument baie née en 2017 | Origines de Highfield Princess (FR), jument baie née en 2017 | Origines de Highfield Princess (FR), jument baie née en 2017 |
| ------------------------------------------------------------ | ------------------------------------------------------------ | ------------------------------------------------------------ | ------------------------------------------------------------ |
| Père Night of Thunder                                        | Dubawi                                                       | Dubai Millennium                                             | Seeking The Gold                                             |
| Père Night of Thunder                                        | Dubawi                                                       | Dubai Millennium                                             | Colorado Dancer                                              |
| Père Night of Thunder                                        | Dubawi                                                       | Zomaradah                                                    | Deploy                                                       |
| Père Night of Thunder                                        | Dubawi                                                       | Zomaradah                                                    | Jawaher                                                      |
| Père Night of Thunder                                        | Forest Storm                                                 | Galileo                                                      | Sadler's Wells                                               |
| Père Night of Thunder                                        | Forest Storm                                                 | Galileo                                                      | Urban Sea                                                    |
| Père Night of Thunder                                        | Forest Storm                                                 | Quiet Storm                                                  | Desert Prince                                                |
| Père Night of Thunder                                        | Forest Storm                                                 | Quiet Storm                                                  | Hertford Castle                                              |
| Mère Pure Illusion                                           | Danehill                                                     | Danzig                                                       | Northern Dancer                                              |
| Mère Pure Illusion                                           | Danehill                                                     | Danzig                                                       | Pas de Nom                                                   |
| Mère Pure Illusion                                           | Danehill                                                     | Razyana                                                      | His Majesty                                                  |
| Mère Pure Illusion                                           | Danehill                                                     | Razyana                                                      | Spring Adieu                                                 |
| Mère Pure Illusion                                           | Saintly Speech                                               | Southern Halo                                                | Halo                                                         |
| Mère Pure Illusion                                           | Saintly Speech                                               | Southern Halo                                                | Northern Sea                                                 |
| Mère Pure Illusion                                           | Saintly Speech                                               | Eloquent Minister                                            | Deputy Minister                                              |
| Mère Pure Illusion                                           | Saintly Speech                                               | Eloquent Minister                                            | Art Talk (famille 6-a)                                       |